# William Josiah Goode
Pour les articles homonymes, voir Goode.
William Josiah Goode (Houston 17 août 1917 - 4 mai 2003) est un sociologue américain, spécialiste de l’impact de l’institution familiale sur la société.
Il est président de l’Association américaine de sociologie.
Il étudia l’émancipation féminine après la Seconde Guerre mondiale.
Son ouvrage The Celebration of Heroes s’intéresse aux sources sociales de notions comme le prestige, l’honneur, le respect. On retrouve ces thèmes dans nombre de ses essais, comme dans Community Within a Community : The Professions qui décrit les rapports de pouvoir et de contrôle entre les puissantes communautés professionnelles et les sociétés modernes en général.